# Abu Zajd Kaszani

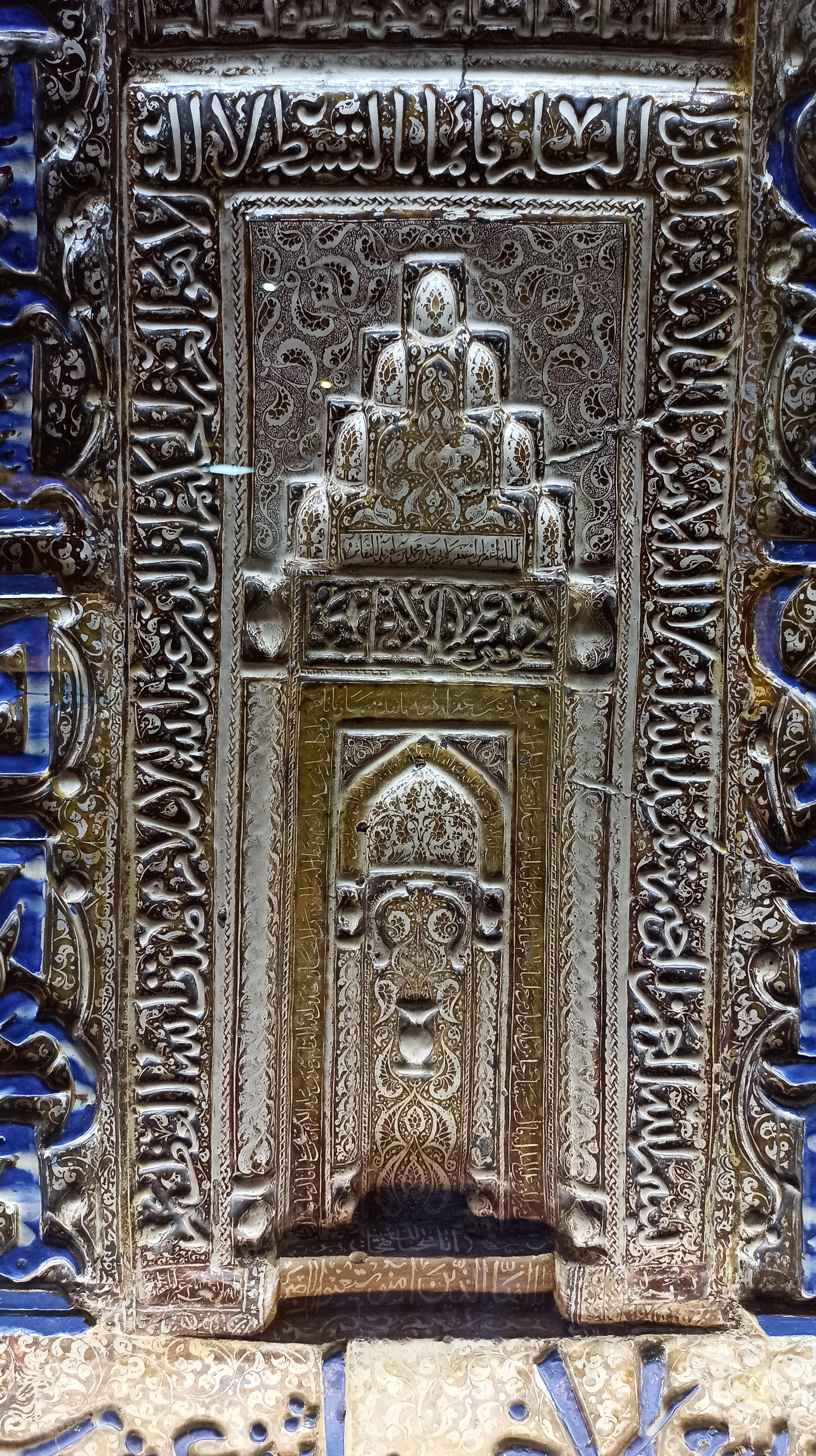
Mihrab z grobowca Imama Rezy (zobacz Sanktuarium Imama Rezy), datowany 612 A.H. (1215-1216 n.e.). Muzeum Astan Ghods Razawi

Abu Zajd Kaszani, pers. ابوزید کاشانی (albo: Abu Zajd Ibn Mohammad Ibn Abi Zajd), floruit 26 marca 1186 do 1219 w Kaszanie – najsłynniejszy ceramik średniowiecznego Iranu, pracujący w dwóch najkosztowniejszych ceramicznych technikach, emalii (pers. minai)
i lustrze, który pozostawił po sobie największą liczbę sygnowanych dzieł.
Znanych jest co najmniej piętnaście kafli i naczyń sygnowanych przez Abu Zajda, datowanych na okres od 26 marca 1186 do 1219. Jego najwcześniejszym znanym dziełem jest emaliowana misa znajdująca się w Metropolitan Museum of Art (zobacz ilustracja), jeden z pierwszych przykładów ceramiki minai, w związku z czym przypisuje mu się całą grupę. Abu Zajd jest jednak najlepiej znany ze swojej ceramiki malowanej lustrem. Jak zauważył Oliver Watson, emaliowana misa ze 1186 jest zbyt wyrafinowanym dziełem sztuki by być pierwszym tworem Abu Zajda, który musiał wykonać wcześniejsze prace, o których nic nie wiemy. Watson wyróżnił trzy style dekoracji ceramiki malowanej lustrem pochodzącej z Kaszanu – monumentalny, wywodzący się z wcześniejszych dzieł wytwarzanych w Egipcie i Syrii, miniaturowy i kaszański. Emaliowana misa ze 1186 jest w stylu miniaturowym, oczywiście inspirowanym przez ilustracje iluminowanych rękopisów. Wydaje się, że Abu Zajd był kluczową postacią odpowiedzialną za rozwinięcie w latach 80. XII wieku stylu miniaturowego, ponieważ był twórcą emaliowanych mis datowanych na lata 1186 i 1187 (zobacz ilustracje), jak również zachowanej we fragmentach wazy malowanej lustrem datowanej na 1191.
Te dwa style zostały następnie zastąpione przez styl kaszański, zaprojektowany specjalnie w celu pokazania pełni możliwości techniki malowania lustrem. Pierwszy datowane dzieło w stylu kaszańskim pochodzi ze września 1199 i od tego momentu wszystkie datowane dzieła malowane lustrem są w stylu kaszańskim, łącznie z kilkoma pracami sygnowanymi przez Abu Zajda, któremu przypisuje się rozwinięcie tego nowego rodzaju dekoracji. Być może najsłynniejszym dziełem w stylu kaszańskim jest duży ząbkowany talerz datowany na grudzień 1210 znajdujący się we Freer Gallery of Art (zobacz ilustracja). Był on przedmiotem artykułu Richarda Ettinghausena, który wspólnie z Grace Guest analizował niezwykle złożoną ikonografię konia i siedmiu postaci – pięciu z nich stojących, jednej siedzącej, oraz jednej unoszącej się w stawie rybnym w dolnej egzerdze. Według Olivera Watsona najważniejsze zachowane dzieła Abu Zajda to kafle. Jego najważniejszymi projektami, wykonanymi razem z innym ceramikiem z Kaszanu, Mohammadem-e Abi Taherem (zobacz Abu Taher), były dekoracje komnat grobowych Mauzoleum Fatimy w Komie oraz Sanktuarium Imama Rezy w Meszhedzie. W tych świątyniach jego sygnatury pojawiają się na kaflach fryzu, płytkach okładzinowych w kształcie krzyża, oraz, w Maszhadzie, na dużym mihrabie (zobacz ilustracja), który „jest jego najdoskonalszym dziełem, ukazującym najwyższej jakości kaligrafię, odlewane arabeski oraz malowane rollwerki”.
Sygnatury Abu Zajda pozwalają stwierdzić, że wywodził się z ważnej rodziny sajjidów  (z gałęzi hasanidzkiej) z Kaszanu. Abu Zajd wyraźnie zaznacza, że nie tylko wykonał (amila) ale również udekorował (sana'a) swoje dzieła, „tym samym odróżniając ceramikę od malarstwa i mówiąc nam, że wykonywał jedno i drugie”. Był nie tylko ceramikiem i malarzem, ale również poetą i skrybą, ponieważ czasami umieszczał na naczyniach inskrypcje ze swoimi własnymi wierszami. Częściej jednak, tak samo jak to robili inni ceramicy z Kaszanu, tworzył inskrypcje z wierszami innych poetów. Sygnatury Abu Zajda na dziełach należących do dwóch najważniejszych rodzajów ówczesnej luksusowej ceramiki „są jednym z głównych powodów dla których ceramika emaliowana, tak samo jak malowana lustrem, może być przypisana Kaszanowi”.

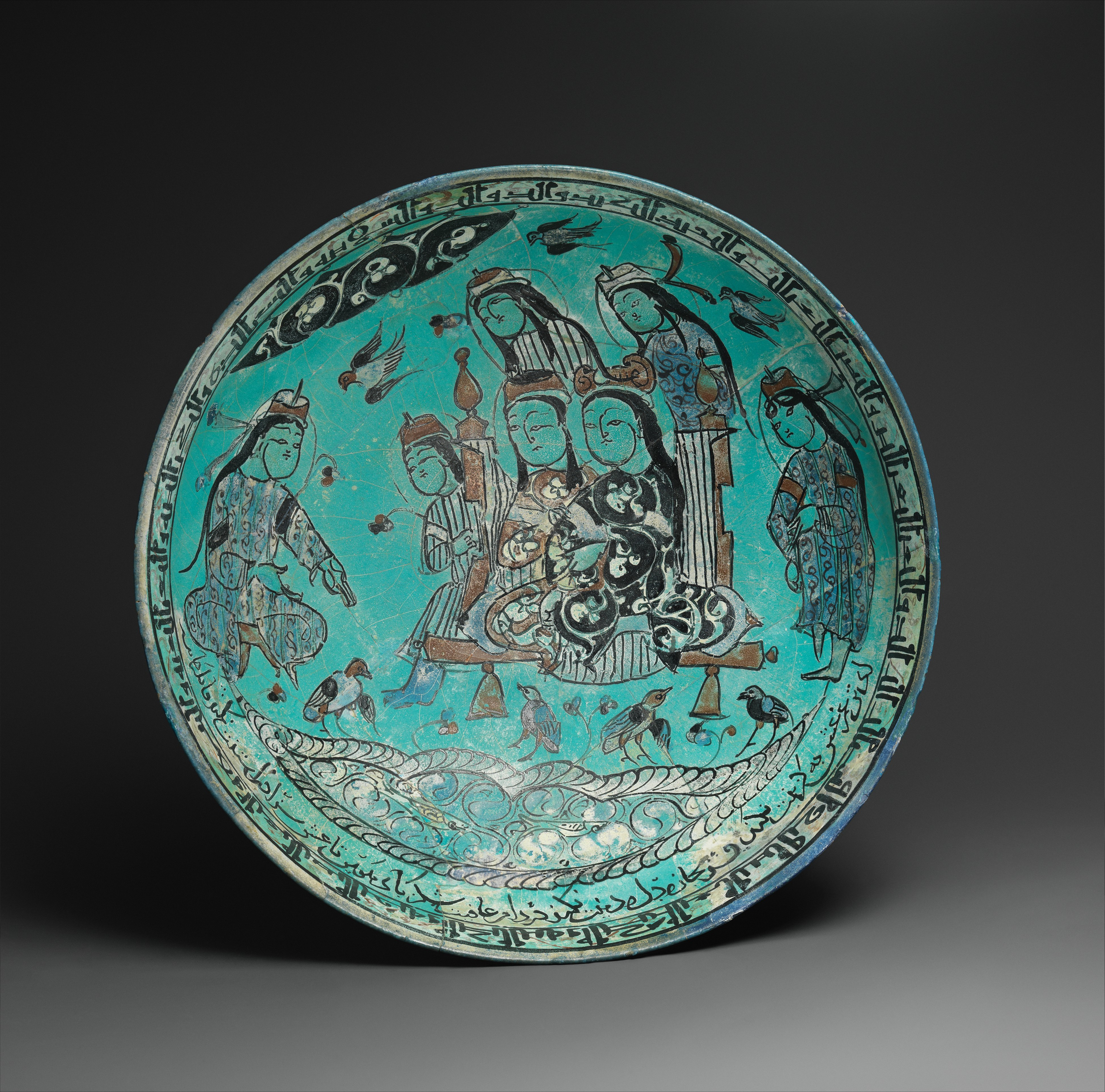
Emaliowana (minai) misa datowana 4 Muharrama 582 (27 marca 1186)[9]. Metropolitan Museum of Art.
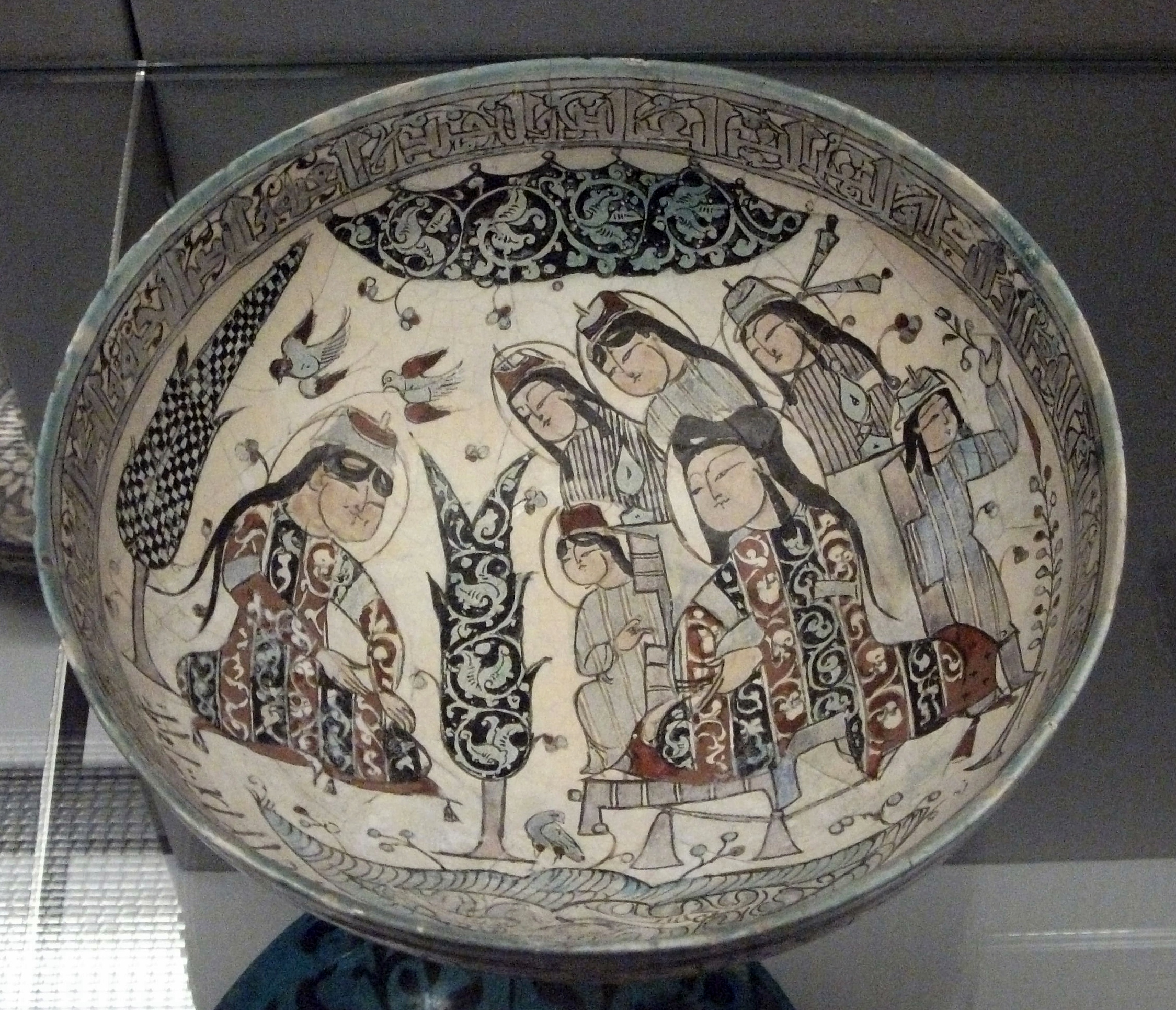
Emaliowana misa datowana Muharram 583 (marzec-kwiecień 1187)[9]. Muzeum Brytyjskie
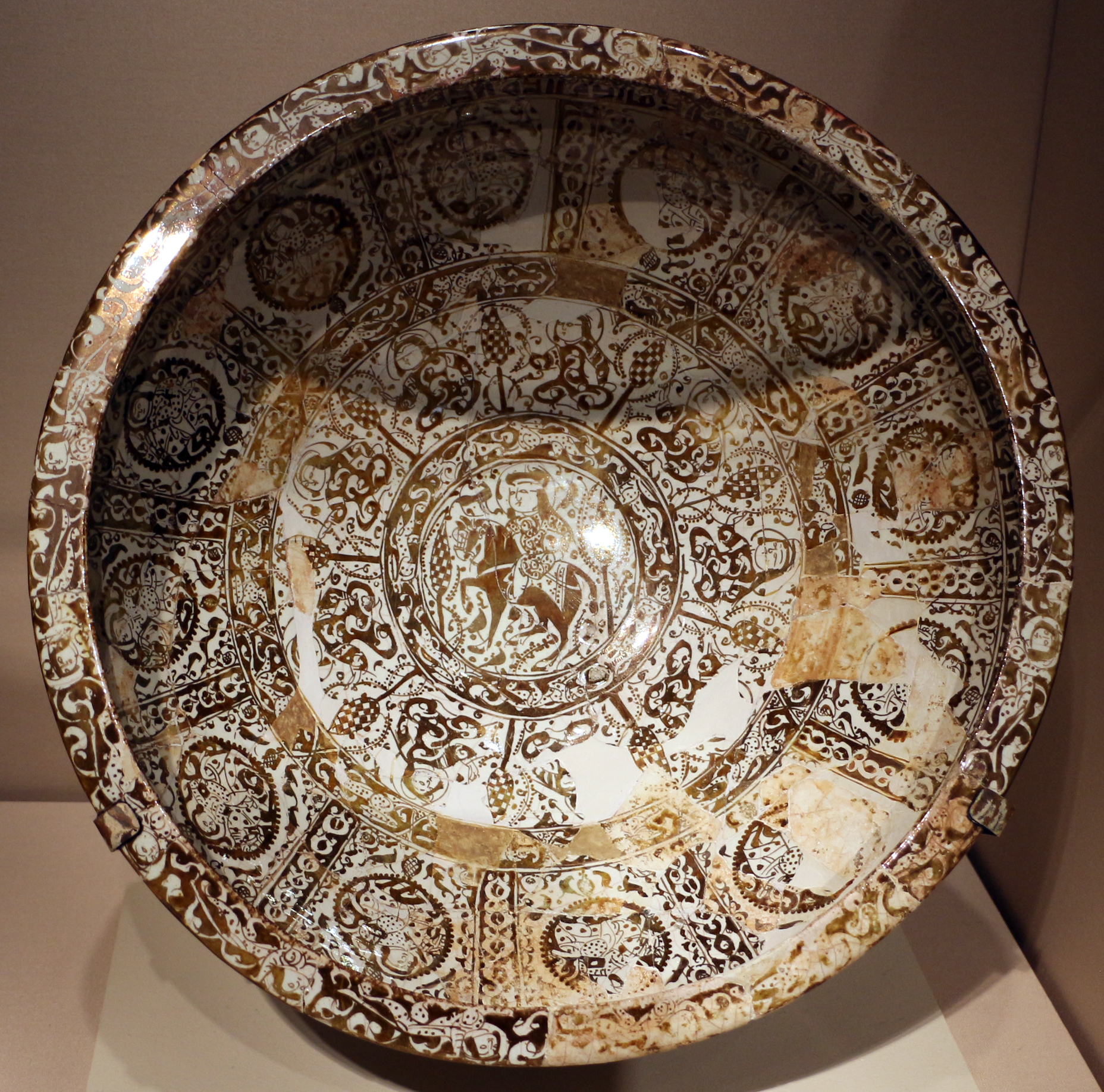
Duża misa malowana lustrem datowana Safar 587 (luty-marzec 1191). Art Institute of Chicago
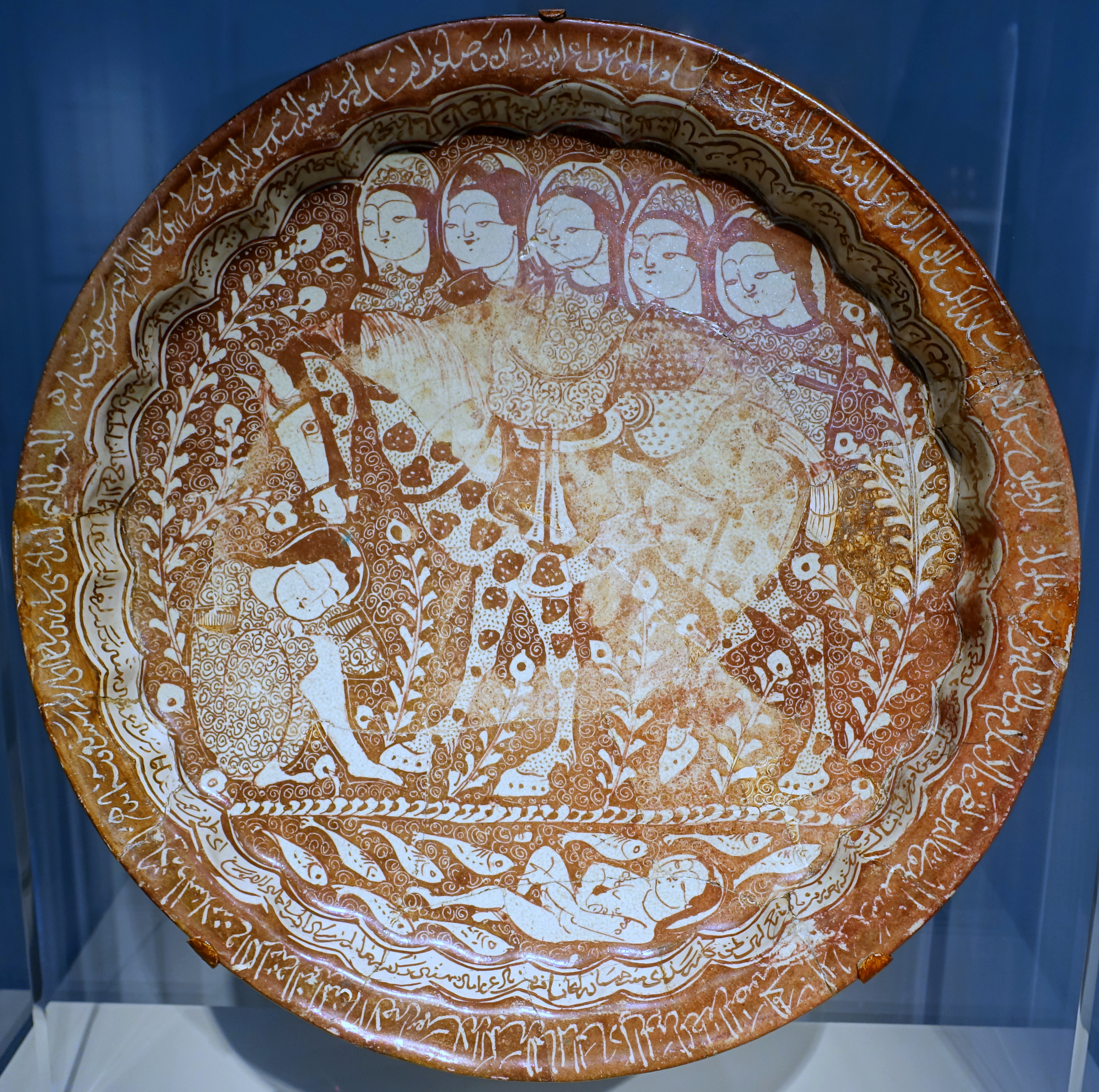
Duży ząbkowany talerz malowany lustrem datowany Dżumada II 607 (grudzień 1210). Freer Gallery of Art